# Rita Jaeger
Rita Jaeger (n. 3 ianuarie 1935, Gleiwitz, azi Gliwice) a fost în anii 1960 un fotomodel german cunoscut pe plan internațional.

## Date biografice
La sfârșitul celui de al doilea război mondial, s-a refugiat în Stuttgart, RFG, fiind nevoită să părăsească săracă, ținutul natal. În Germania Federală, când avea 16 ani este descoperită de Walter E. Lautenbacher și este aleasă în 1951 la un concurs, regină a frumuseții. Acest eveniment a determinat-o să aleagă cariera de model, ajunge să lucreze în SUA. După spusele ei câștiga într-o zi cât o funcționară în trei luni, iar banii îi lua managerul, soțul ei. În perioada când ajunge la apusul carierei de fotomodel, soțul ei declară că n-au bani. Lipsită de mijloace financiare deschide în Stuttgart o agenție de modă, iar după 30 de ani este acum pensionară.